# Rudolph's Bakery
Rudolph's Bakery is een programma van digitale televisiezender 24Kitchen dat gepresenteerd wordt door patissier Rudolph van Veen.
In het programma deelt Van Veen zijn kennis en passie voor het bakken van taarten, broodjes en gebak. Diverse bekende Nederlanders hebben een bezoek gebracht aan het programma. Zij deelden hun favoriete recepten. In 2016 stopte Rudolph's Bakery. Op 18 mei 2020 keerde het programma terug bij 24Kitchen. 

## Gasten in de bakkerij
In de seizoenen tussen 2011 tot 2016 was er elke laatste donderdag van de maand  een bekende of onbekende Nederlander te gast bij Rudolph van Veen om hem te helpen met zijn zoete en hartige lekkernijen. Hieronder een overzicht van de gasten die al op bezoek zijn geweest:
- Nance Coolen, zij maakt samen met Rudolph een slagroom merinque taart met aardbeien.
- Irene Moors, Irene wilde graag weten hoe ze zelf Fudge kan maken, Rudolph liet zien hoe je walnootfudge kan maken.
- Sander Janson, zijn vraag was hoe je nu een lekker mokkaschuimtaart kan maken.
- Jandino Asporaat, hij kwam met een lastige vraag naar Rudolph: hoe maak je bolu pretu.
- Janneke Brinkman, zij bezoekt Rudolph en maakt samen met hem een vispastei.
- Bert van Leeuwen, hij maakt samen met Rudolph een Charlotte Royal.
- Boris van der Ham, tijdens zijn bezoek aan de bakkerij maakte hij samen met Rudolph een marsepeintaart.
- Marc de Hond, tijden zijn bezoek maakte Rudolph een chocoladetaart.
- Mirjam Sterk, zij maakte samen met Rudolph een chocoladebombe.
- Robert ten Brink, hij wilde weleens iets anders dan zoet en Rudolph kwam daardoor met het hartige idee van de satétaart.
- Gerard Ekdom, DJ van toen 3FM.
- Rob Stenders, DJ van toen 3FM.
- Jeroen van Dorst, hoogste bieder 3FM Serious Request 2011, maakte tijdens de door hem 'gepresenteerde' uitzending een pastrami royal.